# Втілення (Цілком таємно)

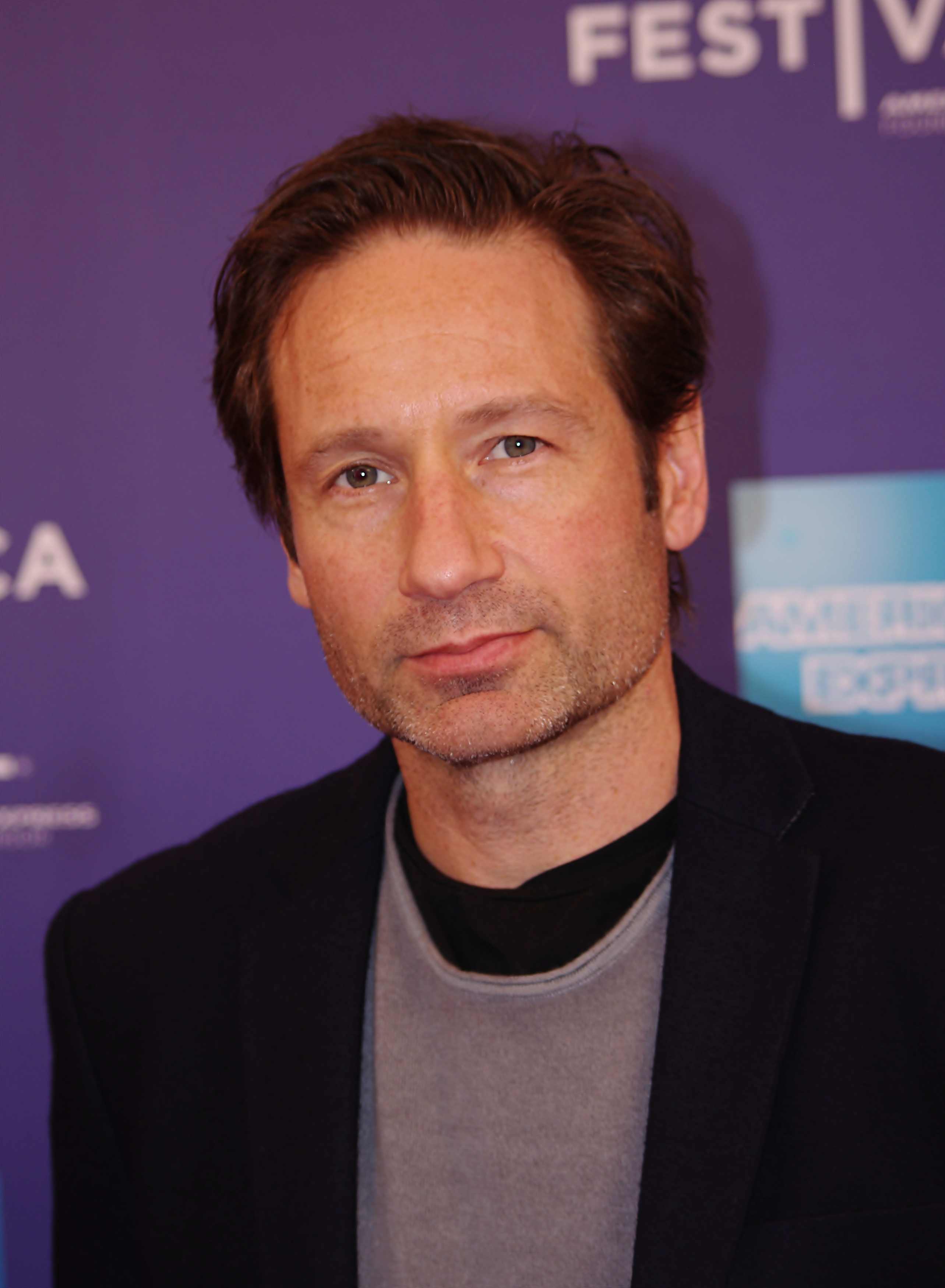

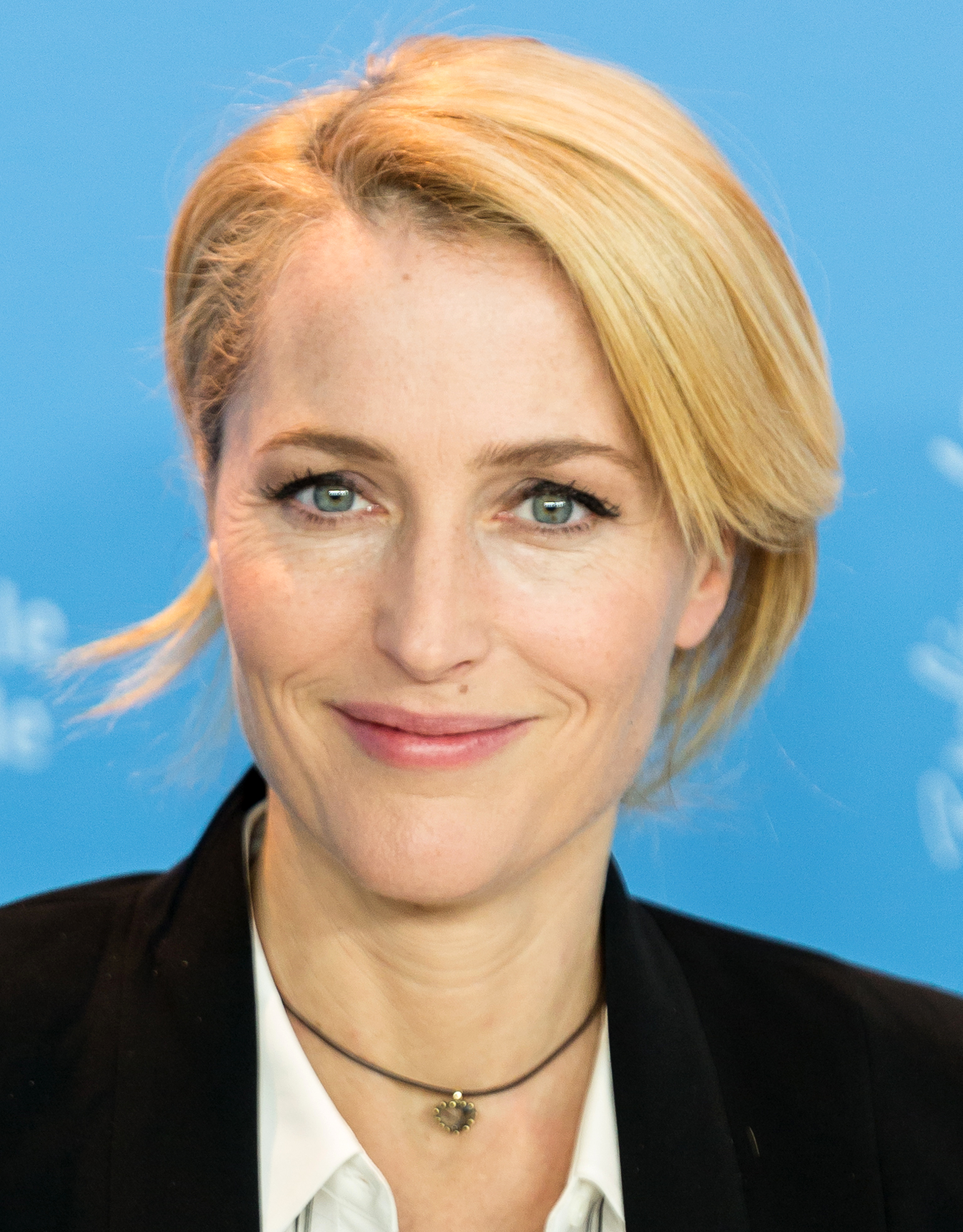

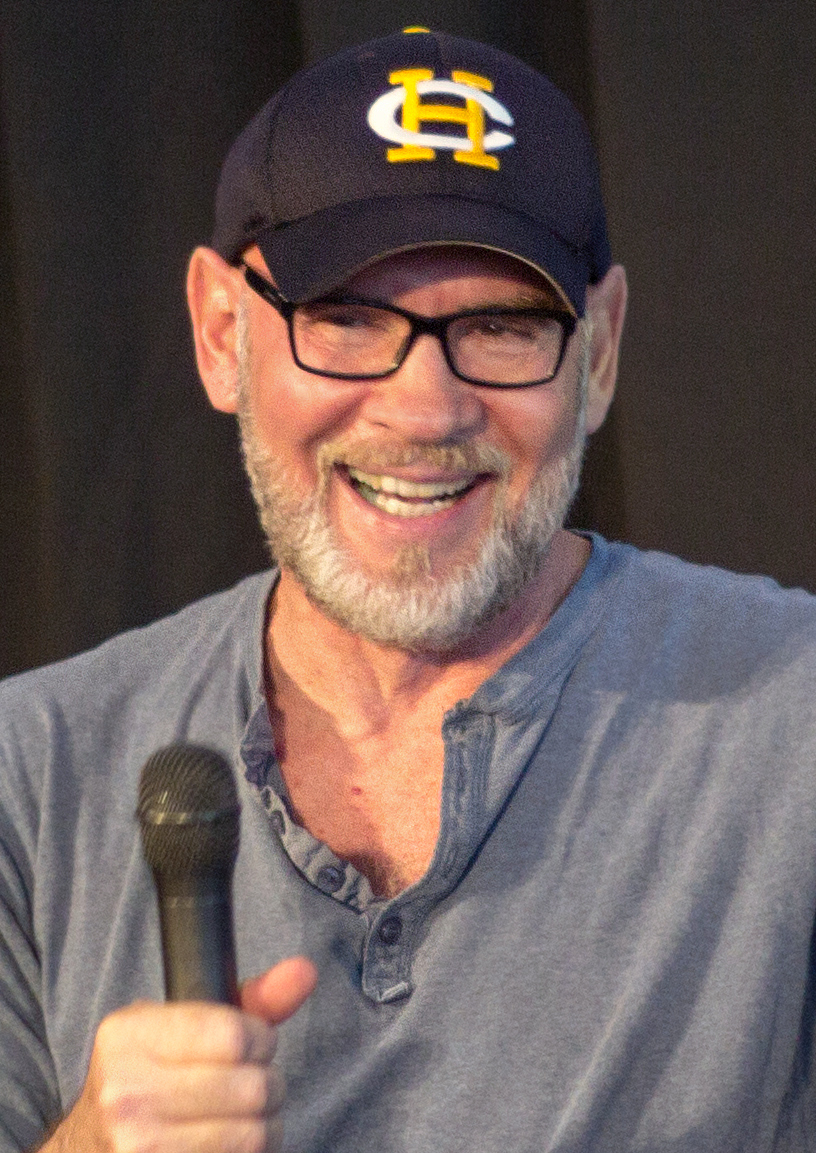

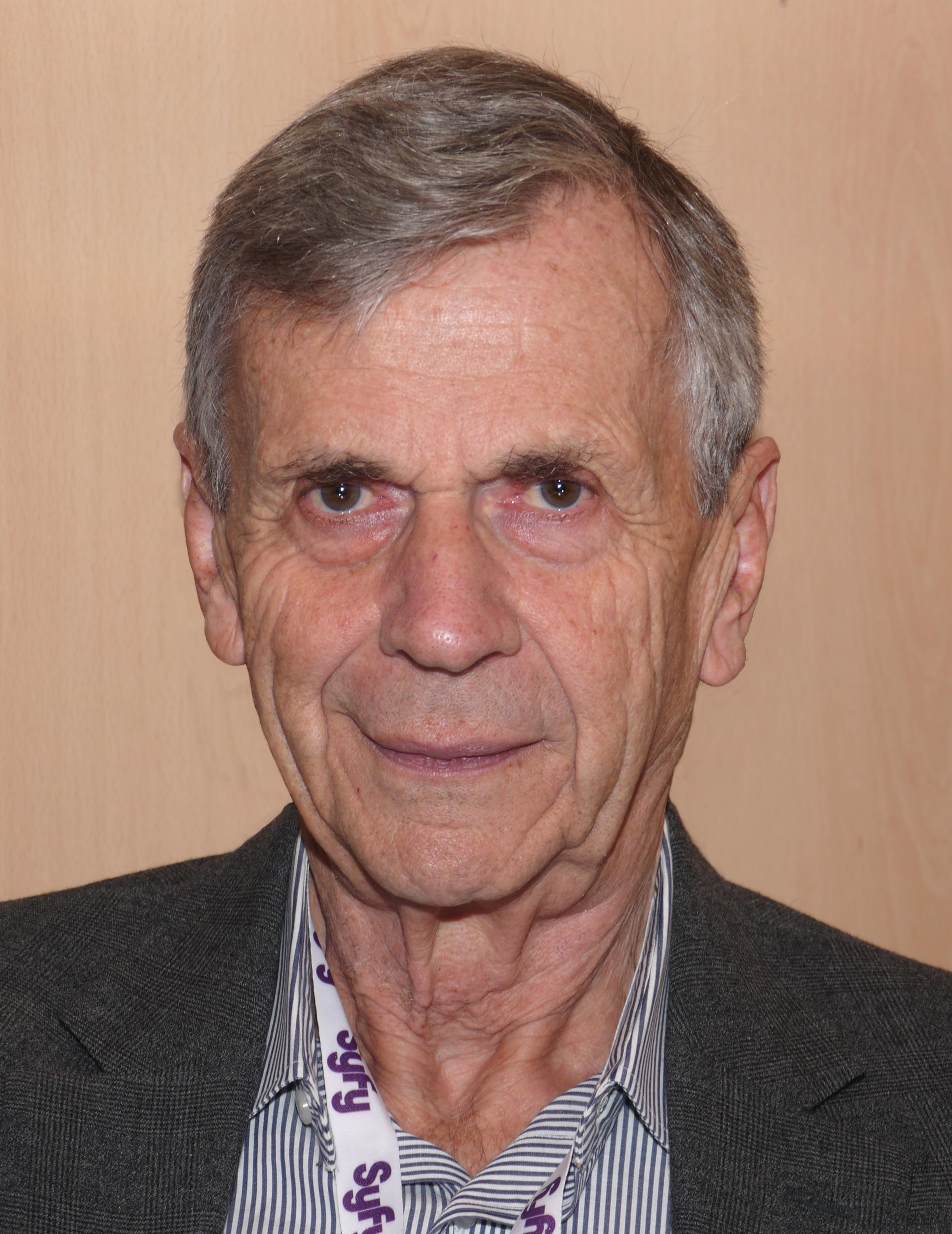

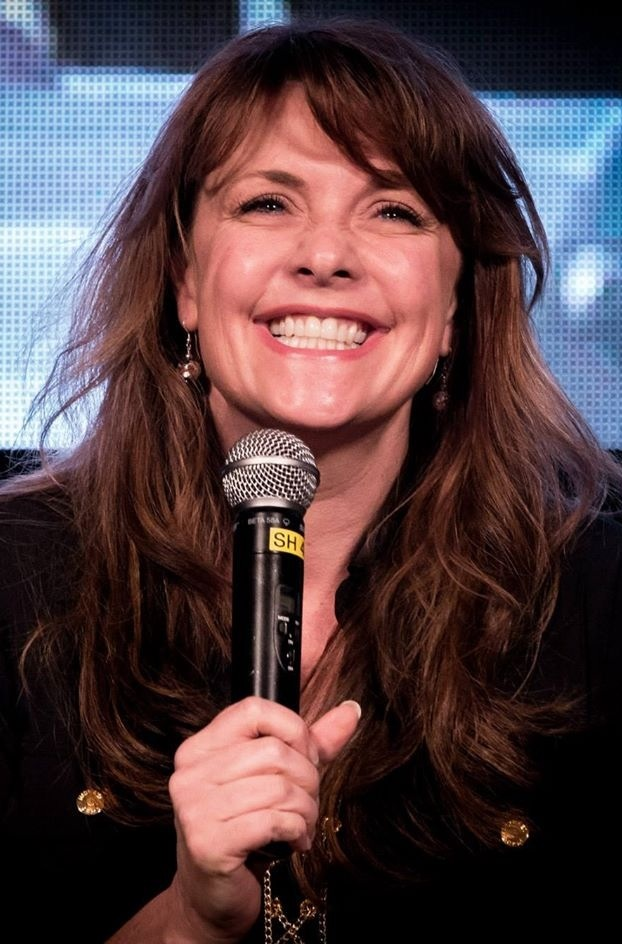

«Втілення» — двадцять перша серія третього сезону американського науково-фантастичного серіалу «Цілком таємно». Вперше була показана на телеканалі Фокс 12 квітня 1996 року. Сценарій до нього написали Девід Духовни та Говард Гордон, а режисером був Джеймс Чарлстон. Ця серія отримала рейтинг Нільсена в 9,3 бала і її подивились 14,62 млн осіб. Серія отримала змішані відгуки від критиків.
Серіал розповідає про двох агентів ФБР Фокса Малдера (роль виконав Девід Духовни) та Дейну Скаллі (роль виконала Джилліан Андерсон), які розслідують паранормальні випадки, що називають «файли X». У цій серії заступника директора Скіннера звинувачують у вбивстві повії. Сам він нічого не пам'ятає та не розуміє, як сталося вбивство. Агенти Малдер і Скаллі починають з'ясовувати, що трапилось насправді.

## Сюжет
Заступник директора Скіннер сидить у своєму кабінеті над клопотанням про розірвання шлюбу зі своєю дружиною Шерон, з якою прожив сімнадцять років. Він не наважується його підписати, вирішивши зробити це завтра. Скіннер іде в бар та починає пити алкогольні напої. В барі він зустрічається з привабливою жінкою на ім'я Каріна Сейлс (роль виконала Аманда Таппінг). Через деякий час вони займаються сексом вдома у Скіннера. Після сексу він засинає та бачить кошмар, в якому стара жінка сидить у нього на грудях. Він прокидається та бачить, що Каріна мертва. Її голова викручена назад.
Вранці починається розслідування та Скіннера заарештовують. Скіннер нічого не пам'ятає. Попри те, що Волтер просить не втручатися, агенти Малдер та Скаллі починають проводити власне розслідування, щоб з'ясувати, що сталося. При розтині Скаллі помічає на обличчі жертви люмінесцентну речовину. Малдер з'ясовує, що Сейлс була повією та опитує її сутенершу, яка стверджує, що Скіннер розплатився за послуги Сейлс власною кредитною карткою. Скіннера відпускають під домашній арешт. Коли він виходить з поліцейського відділку, то бачить ту саму стару жінку, яку була у нічному жаху. Він підходить до неї, але це виявляється його дружина Шерон. Агенти розмовляють з його дружиною і вона їм розповідає, що подружжя вирішило розлучитися, бо дистанціювались одне від одного, почали жити як сусіди, а не родина. Скаллі з'ясовує, що Скіннер проходив лікування від порушень сну, оскільки бачив нічні жахи, де стара жінка сиділа в нього на грудях та душила його. Скаллі побоюється, що Скіннер дійсно вбив Сейлс уві сні.
Шерон приходить додому до Скіннера, щоб упевнитися, що з ним усе гаразд. Після того, як Шерон іде, він лягає спати та знову бачить нічний кошмар зі старою жінкою. Він прокидається від того, що хтось стукає в двері. Це виявляється детектив, який повідомляє, що Шерон потрапила в автомобільну аварію і нині перебуває в лікарні у важкому стані. Хтось навмисно зіштовхнув її з дороги. Малдер зрізає подушку безпеки з автомобіля, який зіштовхнув автомобіль Шерон з дороги, та несе її на експертизу, де експерти встановлюють приблизне зображення обличчя того, хто був за кермом, і це не обличчя Скіннера. Тим часом Скаллі намагається захистити Скіннера на засіданні Відділу внутрішньої дисципліни, але безуспішно. Скіннера звільнили навіть до оголошення обвинувального вироку суду. Малдер підозрює, що Скіннера підставили, щоб звільнити його та закрити відділ файлів X.
Малдер знов іде до сутенерші, але знаходить її вбитою. Він просить працівницю Джуді, яка бачила людину, що замовляла послуги Сейлс, призначити з цією людиною зустріч. Вони домовились зустрітися в готелі Амбасадор за годину. Тим часом Скіннер навідує свою дружину в лікарні. Він, хоч і не впевнений, що вона його чує, каже їй, що не підпише клопотання про розірвання шлюбу. Коли він іде, то озирається й бачить на місці дружини стару жінку з кошмарів. Він повертається і бачить, що його дружина вийшла з коматозного стану.
Малдер разом з іншими агентами чекають на людину, з якою Джуді призначила зустріч у барі готелю, поки Скаллі охороняє Джуді в номері готелю. Ця людина вривається в кімнату, збирається вбити Джуді та Скаллі, але раптом з'являється Скіннер та застрелює його. Особа цієї людини залишається невідомою. Скіннера виправдали та повернули на роботу. Скіннер відмовився пояснити Малдеру, як він знав, що треба бути в готелі. Коли Малдер іде, Скіннер дістає свою обручку та надягає її.

## Створення
Девід Духовни запропонував створити серію, де головним персонажем буде Скіннер, щоб дати собі трошки відпочинку, але роль Малдера все одно залишилась значною. Духовни відчув, що можливості персонажа Скіннера не використані повною мірою. Популярність персонажу Скіннера серед глядачів різко зросла після серій «Благословенний шлях» та «Скріпка». Серія була призначена підтримати цю популярність та чітко показати позицію Скіннера щодо файлів X. Вінс Гілліган зазначив, що Скіннер від самого початку задумувався як негативний персонаж, але Мітч Пілегі, який виконував роль Скіннера, був занадто гарним актором, щоб робити його персонаж негативним.
Сцена із Скіннером та курцем в кінці була вирізана через часові обмеження. Також була вирізана сцена, де Малдер питає в Скіннера про його лояльність.

## Знімались
| Актор             | Роль            |
| ----------------- | --------------- |
| Девід Духовни     | Фокс Малдер     |
| Джилліан Андерсон | Дейна Скаллі    |
| Мітч Піледжі      | Волтер Скіннер  |
| Том Мейсон        | детектив Волтос |
| Дженніфер Гетрік  | Шерон Скіннер   |
| Вільям Брюс Девіс | Курець          |
| Аманда Таппінг    | Каріна Сайлес   |
| Малкольм Стюарт   | агент Боннеказе |
| Морріс Панич      | Сивий чоловік   |
| Брендан Бейзер    | агент Пендрелл  |